# Igreja Presbiteriana do Panamá
A Igreja Presbiteriana do Panamá (IPP) - em espanhol Iglesia Presbiteriana de Panamá - é uma denominação protestante reformada, fundada no Panamá em 2011, pelo missionário Gilberto Botelho, enviado pela Agência Presbiteriana de Missões Transculturais da Igreja Presbiteriana do Brasil. A partir do seu crescimento, a denominação foi reconhecida pelo governo do Panamá em 2022.

## História
Em 1698, cerca de 1.200 escoceses se estabeleceram na região de Darién, no Panamá (à época dentro do Vice-Reino do Peru, com o objetivo de estabelecer uma nova colônia britânica que se chamaria Nova Caledônia. Entre os colonos estavam membros da Igreja da Escócia (uma denominação presbiteriana), que enviou pastores para atender os membros da colônia. Esta foi a primeira presença presbiteriana no território que futuramente seria o Panamá. Todavia, a colônia deixou de existir em 1700, levando a saída de todos os presbiterianos escoceses da região..
Em 1916, foi realizado o Congresso do Panamá, evento ecumênico que estabeleceu que a América Latina já era uma região cristã (católica romana) e não deveria ser objeto de missões protestantes. Em razão disso, muitas denominações presbiterianas não enviaram missões para o Panamá até o Século XXI.
Em 2011, a Agência Presbiteriana de Missões Transculturais da Igreja Presbiteriana do Brasil enviou o missionário Gilberto Botelho, juntamente com sua esposa Cristiane e seus filhos, para a Cidade do Panamá, para iniciar a plantação de uma igreja presbiteriana. A partir do crescimento da igreja, outros missionários foram enviados para o país, entre eles o Rev. Raimundo Monteiro Montenegro Neto, Rev. Paulo César Duarte de Oliveira, Joaquim Ivanil Rodrigues dos Santos e o Rev. Luiz Otávio N. Gomes, entre outros.
Em 2022, a denominação foi formalmente organizada e reconhecida pelo governo do Panamá.
Em 15 de dezembro de 2024, foram ordenados os 3 primeiros presbíteros panamenhos. Neste ano a primeira igreja presbiteriana do país era formada por 43 membros.

## Doutrina
Pelo fato de ser fruto de missão da Igreja Presbiteriana do Brasil a Igreja Presbiteriana do Panamá também é uma igreja conservadora e confessional. A igreja não admite a ordenação de mulheres, sendo que apenas os membros do sexo masculino podem servir como ministros, presbíteros ou diáconos. A Igreja subscreve a Confissão de Fé de Westminster, o Catecismo Maior de Westminster, o Breve Catecismo de Westminster e o Credo dos Apóstolos.